# Marek Henczka
Marek Jarosław Henczka – polski inżynier, profesor nauk technicznych.

## Życiorys
W 1992 r. ukończył studia inżynierii chemicznej w Politechnice Warszawskiej, w 1997 r. obronił pracę doktorską pt. Wpływ mieszania burzliwego na przebieg homogenicznych reakcji chemicznych - hipoteza zamykająca, której promotorem był prof. Jerzy Bałdyga, w 2009 r. habilitował się na podstawie pracy zatytułowanej Modelowanie procesów wytwarzania proszków przy użyciu płynów w stanie nadkrytycznym. W 2019 r. uzyskał tytuł profesora nauk technicznych.
Pracuje w Politechnice Warszawskiej, oraz jest przewodniczącym i członkiem Zespołu do spraw Etyki Polskiej Komisji Akredytacyjnej.
Został członkiem Zespołu Nauk Inżynieryjno-Technicznych  PKA i sekretarzem Komitetu Inżynierii Chemicznej i Procesowej PAN, oraz należy do Rady Dyscypliny Naukowej - Inżynierii Chemicznej PW.

## Odznaczenia
- Złoty Krzyż Zasługi (2014)[4]